# Szachy czteroosobowe

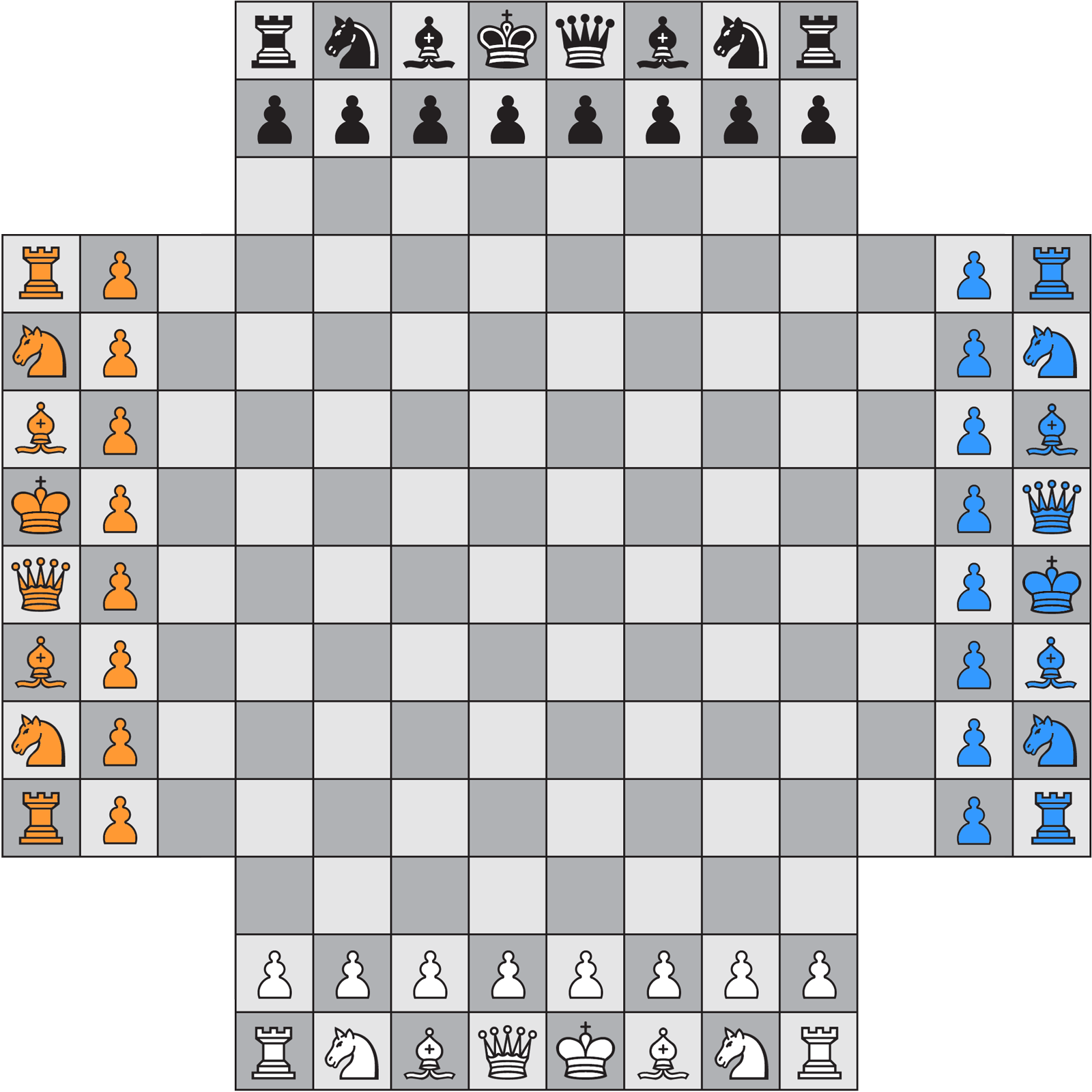
Szachy czteroosobowe - ustawienie początkowe

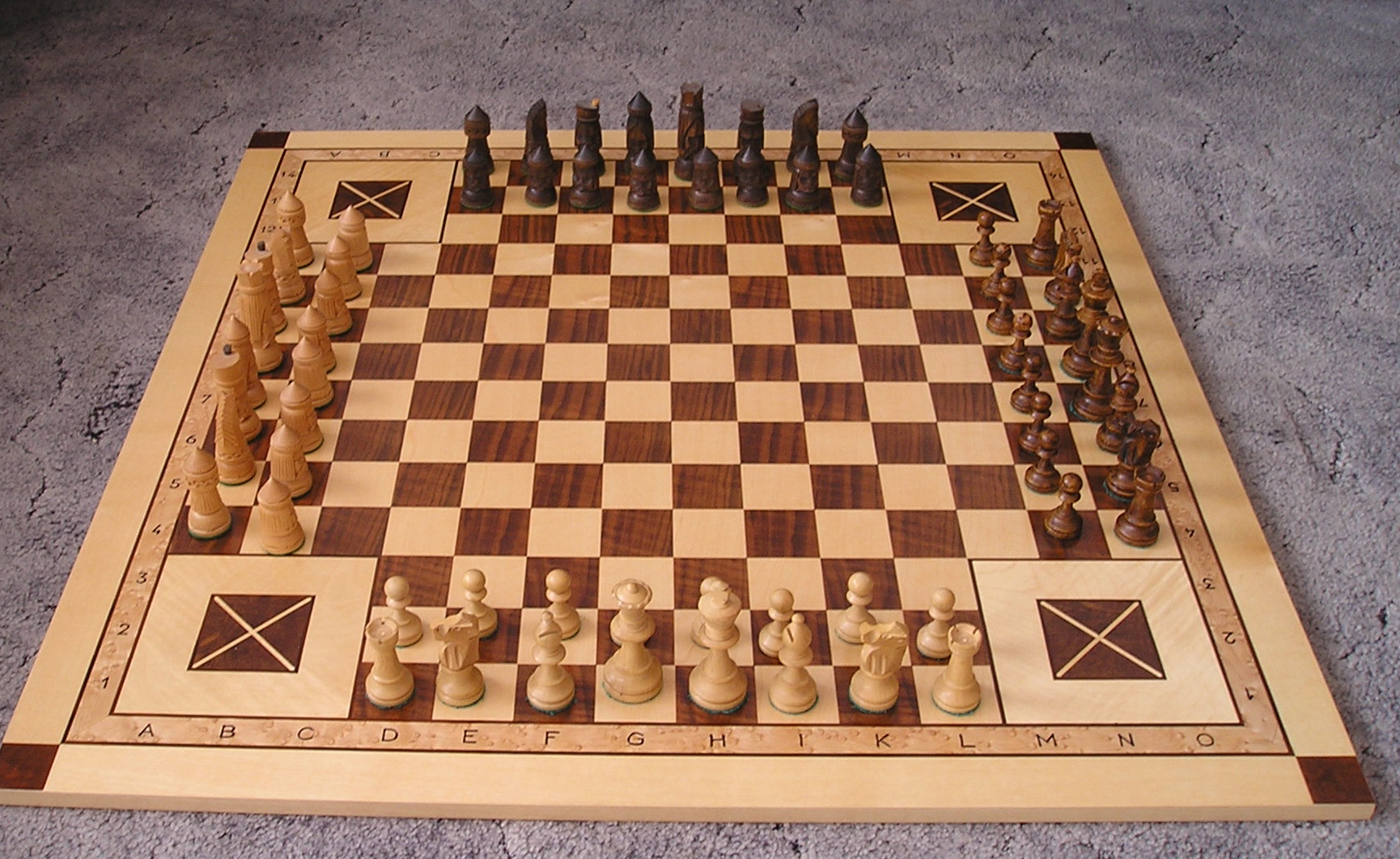
Szachownica

Szachy czteroosobowe – odmiana gry w szachy, polegająca na równoczesnej grze czterech osób. Gra rozgrywana jest na większej, bo zawierającej 160 pól szachownicy. Gracze wykonują kolejno po jednym ruchu, zgodnie z ruchem wskazówek zegara. Bierki zawodnika, który został zamatowany, zabierane są z szachownicy. Gra ta cechuje się dużą nieprzewidywalnością, często dochodzi także do ataków "trzech na jednego".